# Dispositivo hipersustentador

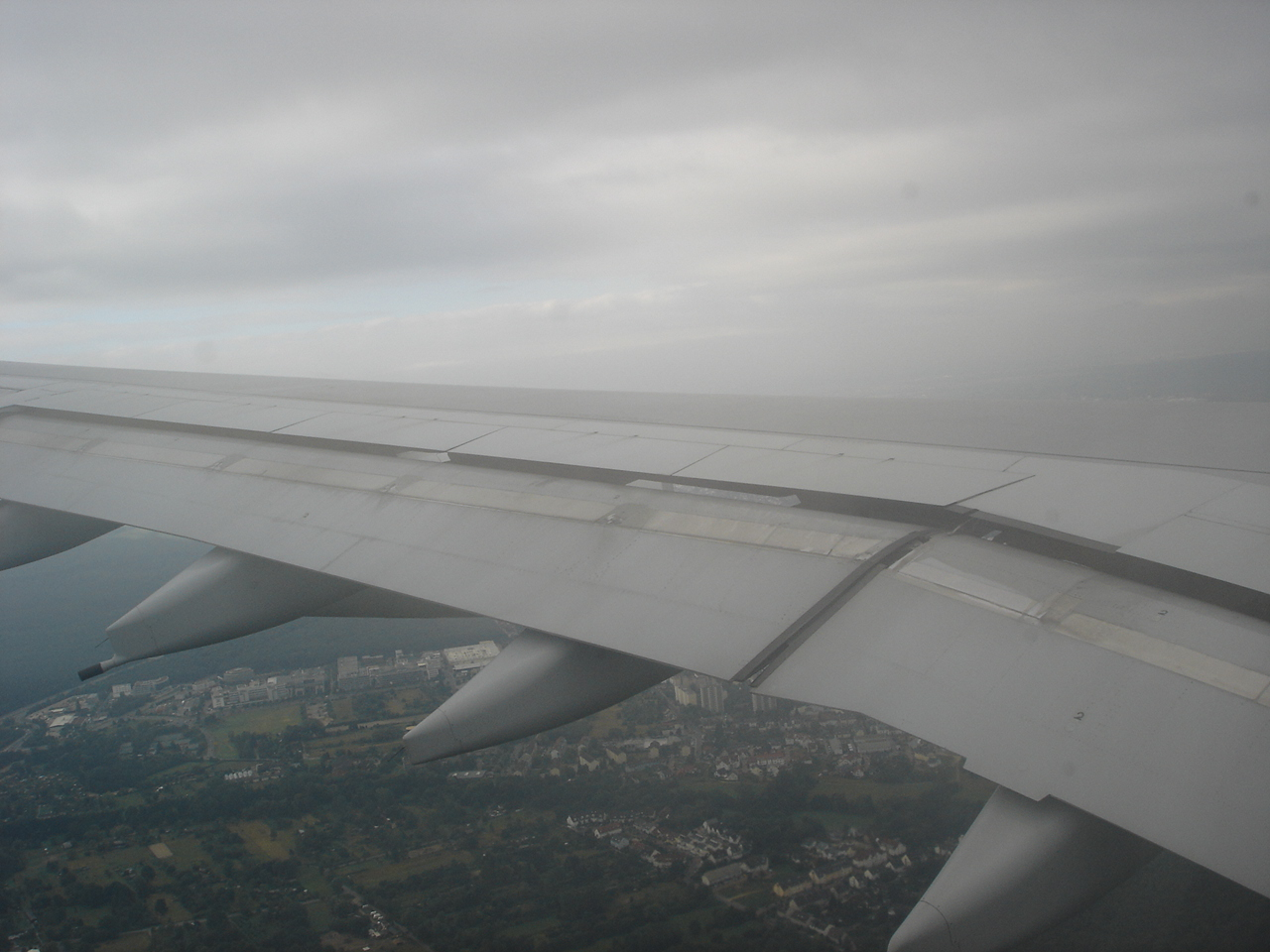
Flaps de un Airbus A340.

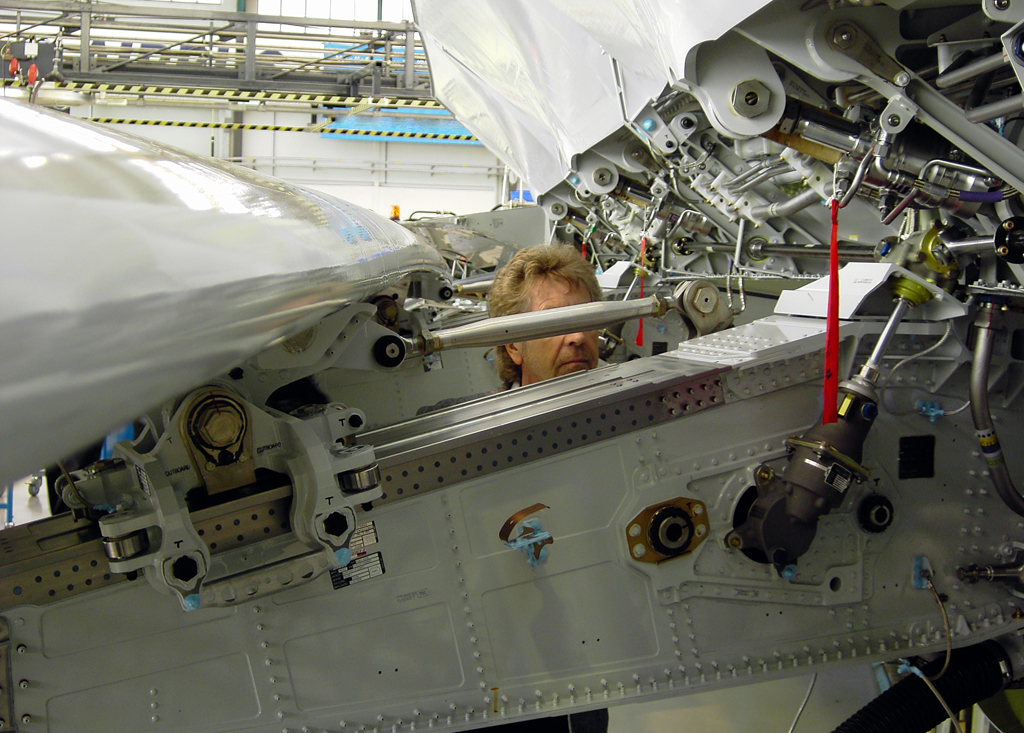
Flaps de un Airbus A330.

Un dispositivo hipersustentador es un ingenio aerodinámico diseñado para aumentar la sustentación en determinadas fases del vuelo de una aeronave. Su fin es aumentar la cuerda aerodinámica y la curvatura del perfil alar, modificando la geometría del perfil de tal modo que la velocidad de  entrada en pérdida durante fases concretas del vuelo, como el aterrizaje o el despegue, se reduzca de modo significativo, permitiendo un vuelo más lento que el de crucero. El dispositivo se inactiva replegándose de uno u otro modo durante el vuelo normal de crucero. De este modo permite al avión volar a velocidades más bajas en las fases de despegue, ascenso inicial, aproximación y aterrizaje, aumentando su coeficiente de sustentación. Se utilizan también, con bajos índices de extensión, cuando por alguna razón es necesario volar a bajas velocidades.
Los más comunes son planos móviles en el perfil alar que, cuando son utilizados, modifican ciertas características de la región del ala donde se encuentran, como su curvatura o su cuerda.
Hay que tener en cuenta que colocar un dispositivo hipersustentador en un ala siempre introduce elementos mecánicos y por lo tanto, agrega peso en la misma. Por ende son, en un principio, elementos no deseables, razón por la cual al instalarlos siempre se buscan los más sencillos.
Los dispositivos hipersustentadores se pueden dividir en dos tipos principales:
- Pasivos: son dispositivos que modifican la geometría del ala, ya sea aumentando su curvatura, su superficie, o bien generando huecos para controlar el flujo.
- Activos: son dispositivos que requieren una aplicación activa de energía directamente al fluido.

## Dispositivos pasivos
Los sistemas de flaps más divulgados son aquellos en que los planos hipersustentadores, a medida que bajan creando un ángulo (que se mide en grados) con la cuerda del ala, se desplazan hacia atrás aumentando la superficie alar. Es por esa razón que generalmente el índice de extensión no se mide en grados sino en porcentaje, donde, por ejemplo, treinta por ciento podría significar veinte grados de deflexión, y un aumento de la superficie alar del siete por ciento. 
Una clasificación muy general puede hacerse en dos grandes grupos: 

### Flap

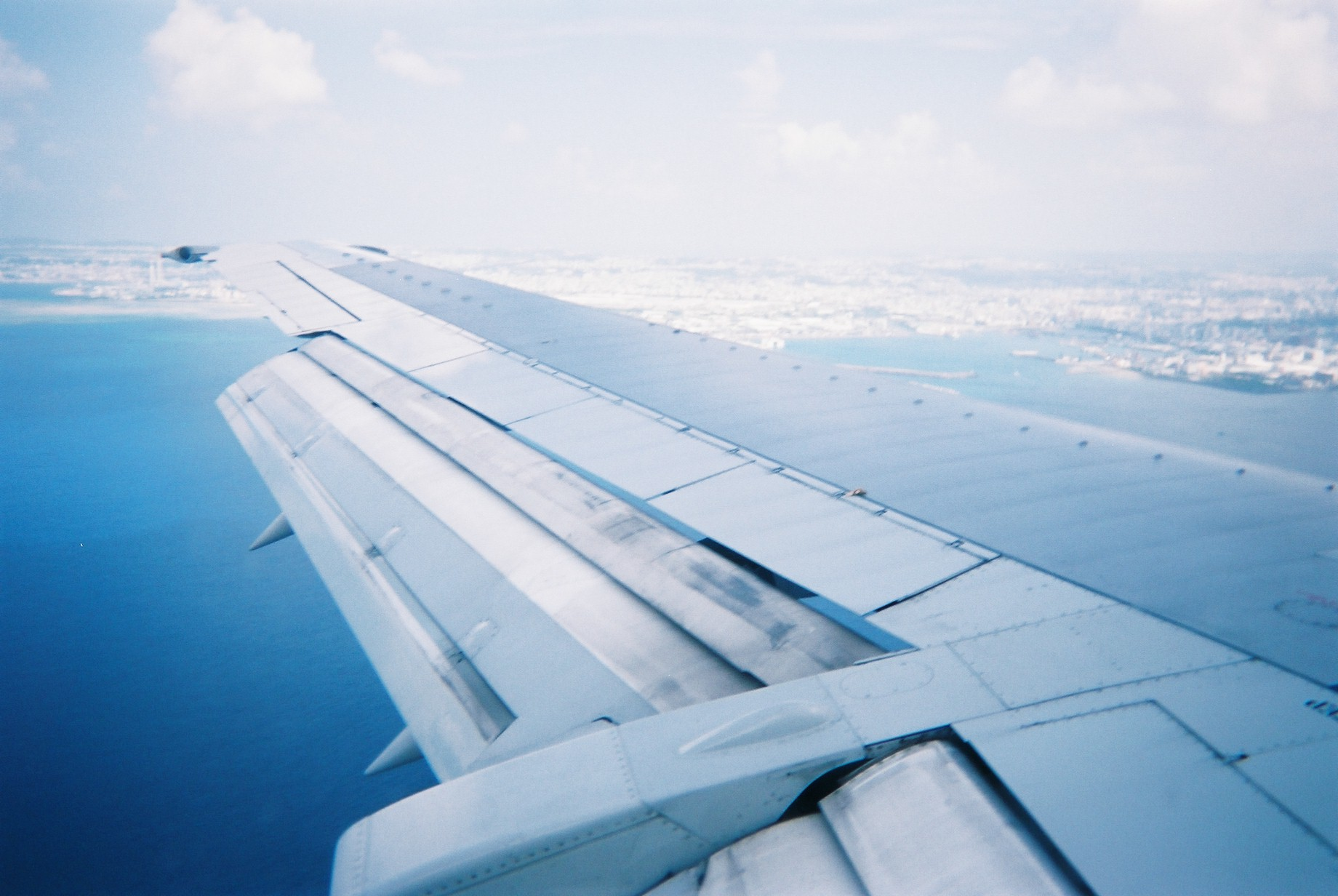
Flap de un Boeing 737.

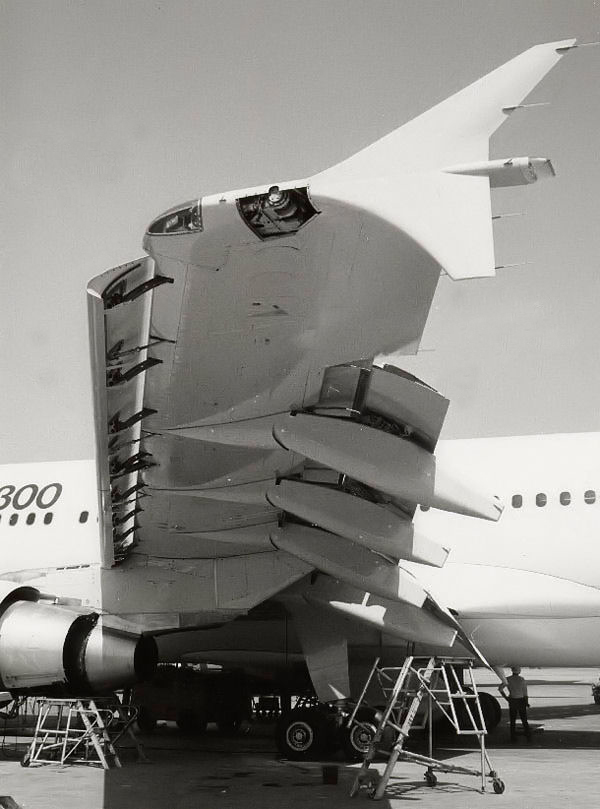
Vista de un ala de un Airbus A300 con los flaps y slats desplegados.

Situado en el borde de salida del ala. Incrementa el coeficiente de sustentación del ala mediante el aumento de superficie o el aumento del coeficiente de sustentación del perfil, entrando en acción en momentos adecuados, cuando se vuela a velocidades inferiores a aquellas para las cuales se ha diseñado el ala, replegándose posteriormente y quedando inactivo. Los hay también de borde de ataque. Los flaps modernos de borde de salida son estructuras muy complejas formadas por dos o tres series de cada lado, y de tres o cuatro planos sucesivos, que se van escalonando y dejando una ranura entre cada dos de ellos. 
Situados en la parte interior trasera de las alas, se deflectan hacia abajo de forma simétrica (ambos a la vez), en uno o más ángulos, con lo cual cambian la curvatura del perfil del ala (más pronunciada en el extradós y menos pronunciada en el intradós), la superficie alar (en algunos tipos de flap) y el ángulo de incidencia, todo lo cual aumenta la sustentación pero también la resistencia.
Se accionan desde la cabina, bien por una palanca, por un sistema eléctrico o cualquier otro sistema, con varios grados de calaje (10°, 15º, etc.) correspondientes a distintas posiciones de la palanca o interruptor eléctrico, y no se bajan o suben en todo su calaje de una vez, sino gradualmente. En general, deflexiones de flaps de hasta unos 15º aumentan la sustentación con poca resistencia adicional, pero deflexiones mayores incrementan la resistencia en mayor proporción que la sustentación.
Hay varios tipos de flaps: sencillo, de intradós, flap zap, flap fowler, flap ranurado, flap Krueger, etc.
- Sencillo. Es el más utilizado en aviación ligera. Es una porción de la parte posterior del ala.
- De intradós. Situado en la parte inferior del ala (intradós), su efecto es menor dado que solo afecta a la curvatura del intradós.
- Zap. Similar al de intradós, al deflectarse se desplaza hacia el extremo del ala, aumentando la superficie del ala además de la curvatura.
- Fowler. Idéntico al flap zap, se desplaza totalmente hasta el extremo del ala, aumentando enormemente la curvatura y la superficie alar.
- Ranurado. Se distingue de los anteriores en que al ser deflectado deja una o más ranuras que comunican el intradós y el extradós, produciendo una gran curvatura a la vez que crea una corriente de aire que elimina la resistencia de otros tipos de flaps.
- Krueger. Como los anteriores, pero situado en el borde de ataque en vez del borde de salida.

Los flaps únicamente deben emplearse en las maniobras de despegue, aproximación y aterrizaje, o en cualquier otra circunstancia en la que sea necesario volar a velocidades más bajas que con el avión «limpio».
Los efectos que producen los flaps son:
- Aumento de la sustentación.
- Aumento de la resistencia.
- Algunos aumentan la superficie alar.
- Posibilidad de volar a velocidades más bajas sin entrar en pérdida.
- Se necesita menor longitud de pista en despegues y aterrizajes.
- La senda de aproximación se hace más pronunciada.
- Crean una tendencia a picar.
- En el momento de su deflexión el avión tiende a ascender y perder velocidad.

En los aviones comerciales se necesita incluir FTFs (Flap Track Fairing); son una especie de raíles sobre los que los flaps se extienden.

### Slats
Situados en el borde de ataque del ala, son dispositivos móviles que crean una ranura entre el borde de ataque del ala y el resto del plano. A medida que el ángulo de ataque aumenta, el aire de alta presión situado en la zona inferior del ala trata de llegar a la parte superior del ala, dando energía de esta manera al aire en la parte superior y por tanto aumentando el máximo ángulo de ataque que el avión puede alcanzar. Es un mecanismo de soplado que aporta cantidad de movimiento a la capa límite ayudando a vencer el gradiente adverso de presiones; así se retrasa el desprendimiento de la corriente con respecto al aumento del ángulo de ataque.
Son superficies hipersustentadoras que actúan de modo similar a los flaps. Situadas en la parte anterior del ala, al deflectarse canalizan hacia el extradós una corriente de aire de alta velocidad que aumenta la sustentación permitiendo alcanzar mayores ángulos de ataque sin entrar en pérdida. Se emplean generalmente en grandes aviones para aumentar la sustentación en operaciones a baja velocidad (aterrizajes y despegues), aunque también hay modelos de aeroplanos ligeros que disponen de ellos.
En muchos casos su despliegue y repliegue se realiza de forma automática; mientras la presión ejercida sobre ellos es suficiente los slats permanecen retraídos, pero cuando esta presión disminuye hasta un determinado nivel (cerca de la velocidad de pérdida) los slats se despliegan de forma automática. Debido al súbito incremento o disminución (según se extiendan o replieguen) de la sustentación en velocidades cercanas a la pérdida, se debe extremar la atención cuando se vuela a velocidades bajas en aviones con este tipo de dispositivo.

## Dispositivos activos
Estos dispositivos aumentan la sustentación del avión, no mediante modificación de geometría sino mediante la introducción (de manera inteligente) de energía en el fluido. Normalmente tratan de modificar la capa límite para evitar su desprendimiento mediante la introducción de energía. 

### Flap soplado
El aire sangrado del compresor y a presión pasa, gracias a una serie de conductos, a la ranura de los flaps para inyectarlo y aumentar la energía cinética del aire y generar gradientes favorables que evitan el desprendimiento de la capa límite. Los dispositivos hipersustentadores activos son mucho más eficaces que los pasivos, teniendo como contraprestación que el sangrado de aire de los motores hace que la potencia que estos generan también sean menor. Por tanto, habitualmente solo se usan realmente en aviones especialmente diseñados para despegues y aterrizajes cortos.

### Rodillo de borde de ataque
Consiste en un cilindro que gira sobre su eje en sentido horario, lo que permite acelerar de forma artificial el aire que va por arriba y desacelerar el aire que pasa por intradós. Al aumentar la diferencia de velocidades da como consecuencia un importante aumento en la sustentación aportada al ala.

### Otros métodos activos
- Otro método es crear una zona de baja presión mediante succionadores, en la zona que se desprende la capa límite, logrando así adherirla a la superficie del ala.
- Muy divulgados también, sobre todo en algunos tipos de avión, en zonas más susceptibles de desprenderse la capa límite, son los generadores de torbellinos, pequeñas series de placas verticales orientadas en sentidos estudiados aerodinámicamente.
- Otro método es inyectar energía al fluido mediante cavidades con membranas vibrantes que al dar energía a la capa límite (y hacerla más turbulenta) la hacen más resistente al desprendimiento.
- Otro activo es el uso de los gases de escape del motor como generador directo o indirecto de sustentación, ya sea mediante toberas vectoriales (directo) como con configuraciones de motor en el ala (indirecto); esto último se puede ver muy bien en el Antonov An-72, avión especialmente diseñado para ser usado en pistas cortas y no preparadas.

## Espóileres o aerofrenos
Al contrario que los anteriores, el objetivo de esta superficie es destruir la sustentación del avión. Se emplean sobre todo en reactores que desarrollan altas velocidades y sirven para posar el avión en la pista de aterrizaje (al disipar la sustentación no hay nada que lo eleve), durante el descenso para incrementar el régimen de descenso, funcionando como aerofreno facilitando el aterrizaje, ayudando a frenar en tierra y, en algunos aviones, como complemento de los alerones para el control lateral y los virajes en vuelo. También son imprescindibles en los planeadores, de donde provienen, pues con su gran sustentación, no podrían adoptar una senda de aterrizaje sin ellos.
En los aviones comerciales, normalmente existen estos 4 modos para este dispositivo, los cuales son configurados manualmente:
Down detent: los spoilers están desactivados, se configuran de esta manera para el despegue, ascenso, crucero y en la mayoría del descenso. 
Flight detent: los spoilers se activan de tal manera que no se extienden del todo. Son usados en el descenso, generalmente para perder velocidad si el avión no logra hacerlo fácilmente. Si se activan se reconfiguran en ￼"down" cuando la velocidad deseada sea alcanzada. 
Up: los spoilers se extienden completamente. Esta configuración se activa en el aterrizaje cuando es necesario romper la sustentación del ala favoreciendo así la efectividad de los frenos de las ruedas.
Armed: este modo se configura previamente al aterrizaje. Al activarlo en el aire no ocurre nada, sin embargo, cuando el avión detecta que ha tocado tierra activa los spoilers automáticamente en modo "up" liberando así carga de trabajo para los pilotos.

## Uso
Las superficies secundarias (flaps, slats, spoilers) siempre funcionan en pareja y de forma simétrica (en condiciones normales), es decir el accionamiento del mando correspondiente provoca el mismo movimiento (abajo o arriba) de las superficies en las dos alas (excepto en los movimientos de los spoilers complementando a los alerones).
Al afectar a la sustentación, a la forma del perfil, y a la superficie alar, el que funcione una superficie y no su simétrica puede suponer un grave inconveniente. Asimismo, tienen un límite de velocidad, pasada la cual no deben accionarse so pena de provocar daños estructurales.
Ha habido accidentes de aviones comerciales debido al despliegue inadvertido de alguna de estas superficies en vuelo, lo cual ha llevado a mejorar los diseños, incorporando elementos que eviten su accionamiento a velocidades inadecuadas.
En los aviones comerciales, todas estas superficies (primarias y secundarias) se mueven por medios eléctricos e hidráulicos. La razón es obvia; su envergadura hace que las superficies de control sean mayores; están más alejadas de los mandos que las controlan, y además soportan una presión mucho mayor que en un avión ligero. Todo esto reunido hace que se necesite una fuerza extraordinaria para mover dichas superficies, fuerza que realizan los medios mencionados.
El objetivo principal de estos elementos es el de permitir la operación a velocidades menores para el despegue, aterrizaje y vuelo lento de las aeronaves que los utilizan.
Las aves usan un sistema parecido a los slats al aterrizar, una pluma en mitad del borde de ataque del ala llamada álula. Esto permite que vuelen a altos ángulos de ataque y bajas velocidades.